# ROLL ON 48
『ROLL ON 48』（ロール・オン・よんじゅうはち）は日本のロック・バンドフラワーカンパニーズが2017年9月6日に発表する16枚目のスタジオ・アルバムである。

## 概要
オリジナル・フル・アルバムとしては『Stayin' Alive』以来、2年8か月ぶりにリリースされる作品であり、バンドが立ち上げた「チキン・スキン・レコード」から発売される第一弾作品である。

## 収録内容
| 全作詞: 鈴木圭介。 |                                |           |                            |      |
| #                  | タイトル                       | 作詞      | 作曲                       | 時間 |
| 1.                 | 「ピースフル」                 | 鈴木圭介  | 鈴木圭介                   | 3:34 |
| 2.                 | 「人生ROLL ON」                | 鈴木圭介  | グレートマエカワ           | 4:29 |
| 3.                 | 「ハイエース」                 | 鈴木圭介  | 鈴木圭介                   | 6:24 |
| 4.                 | 「てのひら」                   | 鈴木圭介  | 鈴木圭介                   | 4:22 |
| 5.                 | 「NO YOUNG」                   | 鈴木圭介  | グレートマエカワ、鈴木圭介 | 3:24 |
| 6.                 | 「花のようでした」             | 鈴木圭介  | 鈴木圭介                   | 4:06 |
| 7.                 | 「HAPPY!」                     | 鈴木圭介  | 鈴木圭介                   | 3:57 |
| 8.                 | 「あまくない」                 | 鈴木圭介  | 鈴木圭介                   | 4:50 |
| 9.                 | 「キャンパス」                 | 鈴木圭介  | 鈴木圭介                   | 4:05 |
| 10.                | 「最後にゃなんとかなるだろう」 | 鈴木圭介  | 鈴木圭介                   | 3:07 |
| 11.                | 「あなたはだぁれ?」            | 鈴木圭介  | 鈴木圭介                   | 3:04 |
| 合計時間:          | 合計時間:                      | 合計時間: | 45:22                      |      |

## 演奏
- 鈴木圭介 - ボーカル
- グレートマエカワ - ベース
- 竹安堅一 - ギター
- ミスター小西 - ドラムス